# Vintergatans uppkomst
Vintergatans uppkomst är en oljemålning av den italienske konstnären Tintoretto. Den målades omkring 1575 och ingår sedan 1890 i National Gallerys samlingar i London.
Tintoretto var verksam i Venedig och företrädde en manieristisk stil. I denna målning – vars nedre tredjedel har beskurits – är de romerska gudarna Juno (motsvaras i grekisk mytologi av Hera), Jupiter (Zeus) och Herkules (Herakles) avbildade. Enligt de mytologiska berättelserna kom Herkules att bli odödlig genom att ammas av Juno. Herkules var son till Jupiter och människan Alkmene och det är Jupiter som håller Herkules mot sin sovande hustru Junos bröst i Tintorettos målning. När Juno vaknade knuffade hon bort Herkules och den mjölk som då sprutade ut över natthimlen kom att bilda Vintergatan. Den svartsjuka Juno försökte därefter flera gånger döda Herkules som är mest känd för de tolv stordåd han tvingades utföra åt sin halvbror Eurystheus som straff för att han dödat sina tre barn vid ett tillfälle när Hera hade gjort honom galen. 